# Sherry Britton

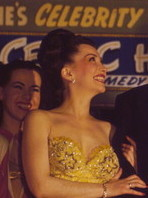
Retrato de Sherry Britton en Leon and Eddie's, Nueva York, NY, julio de 1948

Edith Zack (28 de julio de 1918 – 1 de abril de 2008), más conocida por su nombre artístico Sherry Britton, fue una artista burlesca estadounidense de la década de 1930 y principios de la de 1940. 
Se dice que decidió su nombre artístico cuando vio una botella de Jerez  Harvey's Bristol Cream mientras pasaba por una licorería.

## Trayectoria
Britton actuó en numerosos teatros y clubes durante la época dorada del burlesque. Actuó en clubes nocturnos, como el Leon & Eddie's, donde fue una habitual durante siete años.  Vestía hermosos vestidos largos, tiaras y coronas  que se quitaba al ritmo de música clásica,. Cuando el burlesque quedó en desuso debido a la prohibición de Nueva York en 1940, se dedicó al teatro, apareciendo en casi cuarenta obras.
Entretuvo a las tropas durante la Segunda Guerra Mundial, por lo que el presidente Franklin D. Roosevelt la nombró general de brigada honoraria.
Actuó en clubes de Washington D. C. hasta 1958, en que cumplió 40 años. Se le prohibió participar en la Feria Mundial de Nueva York de 1964 por ser demasiado atrevida. 
En 1971, Britton, quien se había casado dos veces y quien en una ocasión afirmó que había estado comprometida "14 veces", se casó con el acaudalado empresario Robert Gross. Gross la animó a asistir a la Universidad de Fordham. Aunque no había cursado la secundaria, fue admitida en la universidad, donde se especializó en cursos de derecho. Dotada de un coeficiente intelectual alto, se graduó con honores en 1982, a los 63 años.
Tras la muerte de Gross en 1990, vivió una vida retirada, aunque en 1993, en su 75° cumpleaños, actuó en el Marriott Marquis Hotel en Broadway.
Britton murió por causas naturales el 1 de abril de 2008, en la ciudad de Nueva York.